# ロスト・ストレイト
『ロスト・ストレイト』（原題：تنگه ابوقریب）は、2018年公開のイラン映画。バハラーム・タヴァコリー監督・脚本、セイエド・マレキャーン制作、至高メディアアート機構配給。

## 制作過程
映画制作はイラン暦1396年シャフリーヴァル月中旬（2017年9月上旬）に始まった。脚本が書きあがるとカメラに映らない裏方の役割分担が決まり、その後、配役がなされ、撮影が始まった。撮影は、テヘラン近郊のデファーエ・モガッダス撮影所、ホッラムシャフル、アンディーメシュク、デズフールですすめられ、2ヶ月かかってアーザル月に終わった。歌手のアミーレホセイン・ガーセミーと作曲家のハーメド・サーベトが本作の音楽を担当した。イラン国内の初公開は、イラン暦1397年モルダード月17日（西暦2018年8月8日）。

## あらすじ
本作は、イラン・イラク戦争時の「アンマール・ヤーセル」第27旅団によるアブーゴレイブ街道の防衛戦を描いたものである。当時、イラク・バアス党政権がイランのデヘロラーンにある戦略的に重要な街道アブーゴレイブを突破してファッケとシャルハーニーに侵攻しようと試みたがイラン軍の強力な抵抗に遭う。

## 出演
| 役名（ペルシア語） | 役者名（ペルシア語） | 役名（日本語）     | 役者名（日本語）             |
| ------------------ | -------------------- | ------------------ | ---------------------------- |
| مجید               | خلیلجواد عزتی        | マジード           | ジャヴァード・アズティー     |
| خلیل               | خلیلحمیدرضا آذرنگ    | ハリール           | ハミードレザー・アーザルベク |
| حسن                | امیر جدیدی           | ハサン             | アミール・ジャディーディー   |
| علی                | مهدی قربانی          | アリー             | メヘディー・ゴルバーニー     |
| عزیز               | علی سلیمانی          | アズィーズ         | アリー・スレイマーニー       |
| رضا                | مهدی پاکدل           | レザー             | メヘディー・パークデル       |
| حبیب آقا           | یدالله شادمانی       | ハビーブ・アーガー | ヤドッラー・シャーデマーニー |
|                    | قربان نجفی           |                    | ゴルバーン・ネジャフィー     |
|                    | بانی پال شومون       |                    | バーニーパール・シュームーン |
|                    | میلاد یزدانی         |                    | ミーラード・ヤズダーニー     |
|                    | مهدی صباغی           |                    | メヘディー・セバーギー       |

## スタッフ
- プロデューサー： セイエド・マレキャーン（ペルシア語版）
- 監督： バハラーム・タヴァコリー（ペルシア語版）
- 脚本： バハラーム・タヴァコリー（ペルシア語版）
- 撮影監督： ハミード・ホズーイー・アーベヤーネ
- プロダクションマネージャー：モハンマドレザー・マンスーリー
- 編集者：メイサム・モウラーイー
- フェイスデザイナー： セイエド・マレキャーン（ペルシア語版）
- コスチュームデザイナー： モマンマドレザー・シェジャーイー
- 作曲とサウンドデザイン：アミーレホセイン・ガーセミー
- 歌：ラシード・ダーネシュマンド
- 音楽： ハーメド・サーベト
- 視覚効果：ジャヴァード・モトゥーリー，ハサン・イーザディー，モフセン・ヘイラーバーディー，モハンマド・バラーダラーン
- フィールド特殊効果： モフセン・ルーズベハーニー
- スチール写真：モハンマド・バドルルー
- 制作： 至高メディアアート機構（ペルシア語版）

## 評価
『ベ・ヴァグテ・シャーム』と『誤解』とともに、配給会社により第36回ファジル国際映画祭で初公開された。本作は同映画祭において出品作『マグズハーイェ・クーチャケ・ザングザデ』との間でスィーモルグ賞を奪い合った。本作が6つのスィーモルグ賞を獲得し、同映画祭において最多受賞作になった。